# 6-Stunden-Rennen von Fuji 2018

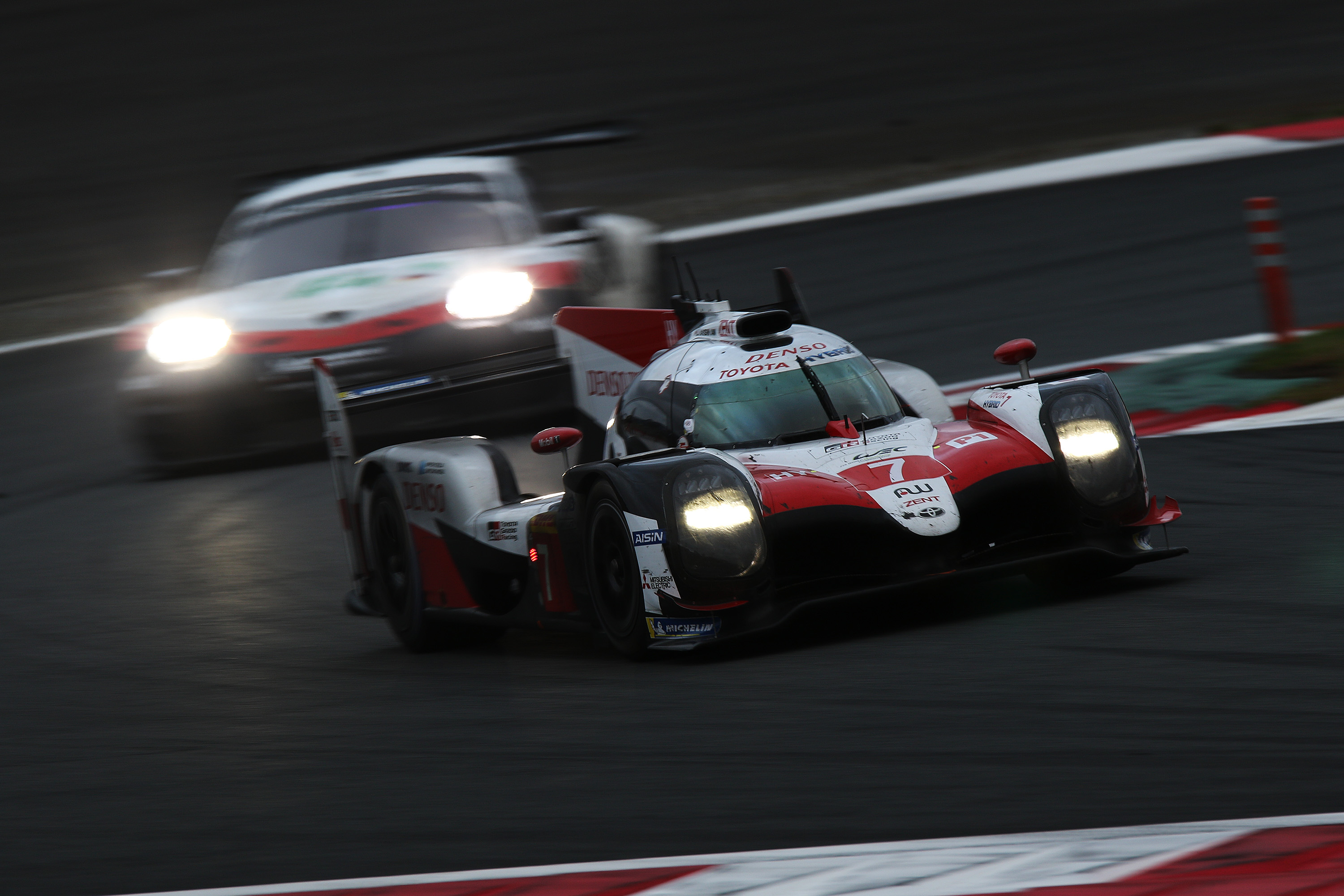
Der siegreiche Toyota TS050 Hybrid von Mike Conway, Kamui Kobayashi und José María López

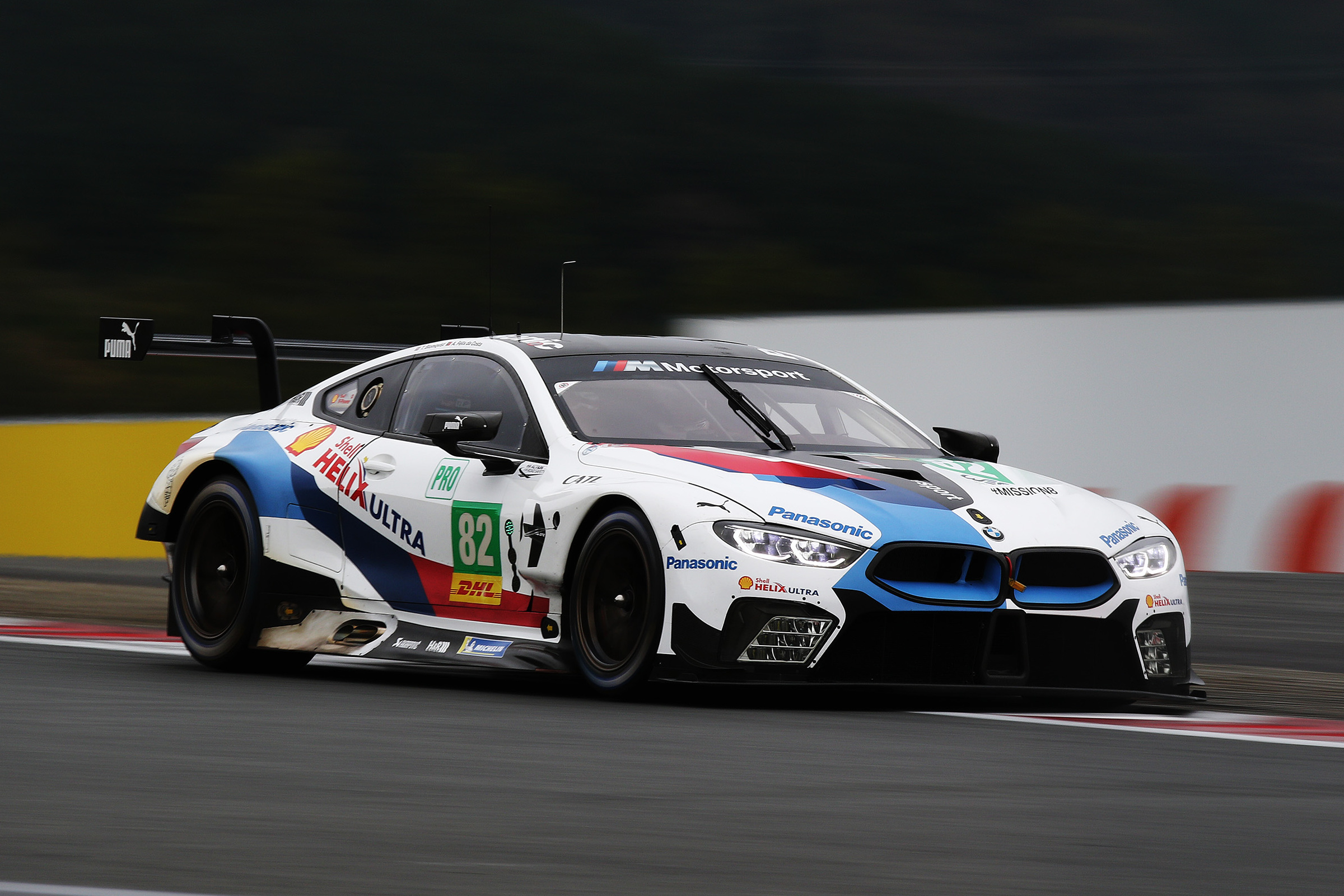
Rang 2 in der LMGTE-Pro-Klasse für den BMW M8 GTE von António Félix da Costa und Tom Blomqvist

Das siebte 6-Stunden-Rennen von Fuji, auch 6 Hours of Fuji, fand am 14. Oktober 2018 auf dem Fuji International Speedway statt und war der vierte Wertungslauf der FIA-Langstrecken-Weltmeisterschaft 2018/19.

## Vor dem Rennen
Das Team CEFC TRSM Racing trennte sich vor dem Rennen von Manor als Einsatzteam, der Ginetta G60-LT-P1 Prototyp tauchte zuerst in der Meldeliste des Rennens auf wurde später jedoch wieder zurückgezogen.
Am 6. Oktober wurde das Equivalence of Technology Reglement von der FIA angepasst, dadurch müssen die beiden Werks-Toyota 26 kg zuladen. Außerdem verloren die Hybrid-Prototypen ihren Stint-Vorteil gegenüber den LMP1-Prototypen mit Verbrennungsmotor. Auch bei den Gran Turismo Fahrzeugen gab es Anpassungen: Die BMW M8 GTE dufte 20 kg weniger Gewicht mit sich führen und 2 Liter mehr Tankvolumen besitzen. Die Ford GTs durften 18 kg ausladen, Porsche musste 2 kg zuladen. Bei Ferrari und Aston Martin gab es keine Änderungen.
Unter kühlen aber trockenen Wetterbedingungen begann die Qualifikationssitzung der beiden Gran Turismo Klassen. Die beiden Dänen Marco Sørensen und Nicki Thiim konnten in der Profiklasse, Ihren Aston Martin Vantage AMR vor den BMW M8 GTE mit der Nummer 82 platzieren. In der Amateurklasse konnte der Porsche 911 RSR mit der Nummer 88 von Dempsey - Proton Racing die beste Startplatzierung erreichen.
Trotz der Equivalence-of-Technology-Anpassungen in der LMP1-Klasse zeigten sich beide Toyota in der Qualifikation dominant. Der Toyota mit der Startnummer 7 erlangte vor seinem Schwesterfahrzeug die Pole-Position. Der schnellste Toyota wurde nachträglich auf den letzten Startplatz der LMP1-Klasse strafversetzt, da José María López in der Boxengasse zu schnell fuhr. Die beste Startplatzierung in der LMP2-Klasse konnte der Dragonspeed Prototyp mit der Nummer 31 erlangen.

## Das Rennen
Der Rennstart erfolgte unter nassen Bedingungen, da es zuvor geregnet hatte. Nach etwa 20 Minuten begannen die Teams die Boxenstopps um Slickreifen aufzuziehen, durch eine nicht richtig befestigte Radmutter verlor der BR Engineering BR1 Prototyp von Hedman, Hanley & van der Zande ein Rad und rutschte von der Strecke. Das Team verlor viel Zeit und der Prototyp kam am Ende nur auf die 25. Gesamtposition. Nach etwa einer halben Stunde musste das Safety Car erstmals ausrücken, Motoaki Ishikawa platzte auf der Start- & Zielgeraden der Hinterreifen und das Heck wurde beschädigt, die Trümmer verteilten sich auf der ganzen Geraden. Noch bevor die Safety Car Phase beendet war, begann Regen einzusetzen und Gustavo Menezes verlor auf Slick-Reifen die Kontrolle über den Rebellion mit der Nummer 3, der Prototyp kollidierte mit der Leitplanke und konnte das Rennen nicht wieder aufnehmen. Dadurch, dass die Teams wieder auf Regenreifen wechselten, gelang es Jenson Button auf dem SMP-Racing-Prototyp zum Ende der Safety Car Phase kurzzeitig auf dem 1. Gesamtplatz zu stehen. Die beiden Toyota überholten den SMP-Racing-Prototyp rasch und das Trio Conway, Kobayashi, López kam vor den Schwesterauto mit Buemi, Nakajima, Alonso ins Ziel. Auf der dritten Gesamtposition wurde der Rebellion R13 von Lotterer, Jani, Senna gewertet.
Kurz nach der fünften Rennstunde kam der Dragonspeed LMP1 Prototyp von Allen & Hanley zum Stehen und konnte das Rennen nicht wiederaufnehmen. In der LMP2 Klasse gelangt dem Jackie Chan DC Racing ein Doppelsieg. Das Trio Jaafar, Tan Jeffri kam vor den Schwesterfahrzeug mit Tung, Aubry, Richelmi ins Ziel.
Die beiden Gran Turismo Klassen gewannen jeweils ein Porsche 911 RSR. In der Pofiklasse siegten Christensen & Estre vor da Costa & Farfus. Das Trio Bergmeister, Lindsey, Perfetti wurde in der Amateurwertung
erster vor Yoluc, Hankey & Eastwood.

## Ergebnisse

### Schlussklassement
| Pos.            | Klasse    | Nr. | Team                      | Fahrer                                                  | Fahrzeug                 | Runden |
| --------------- | --------- | --- | ------------------------- | ------------------------------------------------------- | ------------------------ | ------ |
| 1               | LMP1      | 7   | Toyota Gazoo Racing       | Mike Conway Kamui Kobayashi José María López            | Toyota TS050 Hybrid      | 230    |
| 2               | LMP1      | 8   | Toyota Gazoo Racing       | Sébastien Buemi Kazuki Nakajima Fernando Alonso         | Toyota TS050 Hybrid      | 230    |
| 3               | LMP1      | 1   | Rebellion Racing          | André Lotterer Neel Jani Bruno Senna                    | Rebellion R13            | 226    |
| 4               | LMP1      | 11  | SMP Racing                | Mikhail Aleshin Vitaly Petrov Jenson Button             | BR Engineering BR1       | 219    |
| 5               | LMP1      | 4   | ByKolles Racing Team      | Oliver Webb Tom Dillmann James Rossiter                 | ENSO CLM P1/01           | 219    |
| 6               | LMP2      | 37  | Jackie Chan DC Racing     | Jazeman Jaafar Weiron Tan Nabil Jeffri                  | Oreca 07                 | 217    |
| 7               | LMP2      | 38  | Jackie Chan DC Racing     | Ho-Pin Tung Gabriel Aubry Stéphane Richelmi             | Oreca 07                 | 217    |
| 8               | LMP2      | 36  | Signatech Alpine Matmut   | Nicolas Lapierre André Negrão Pierre Thiriet            | Alpine A470              | 217    |
| 9               | LMP2      | 28  | TDS Racing                | François Perrodo Matthieu Vaxivière Loïc Duval          | Oreca 07                 | 216    |
| 10              | LMP2      | 50  | Larbre Compétition        | Erwin Creed Romano Ricci Keiko Ihara                    | Ligier JS P217           | 211    |
| 11              | LMGTE Pro | 92  | Porsche GT Team           | Michael Christensen Kévin Estre                         | Porsche 911 RSR          | 207    |
| 12              | LMGTE Pro | 82  | BMW Team MTEK             | António Félix da Costa Tom Blomqvist                    | BMW M8 GTE               | 207    |
| 13              | LMGTE Pro | 67  | Ford Chip Ganassi Team UK | Andy Priaulx Harry Tincknell                            | Ford GT                  | 207    |
| 14              | LMGTE Pro | 51  | AF Corse                  | Alessandro Pier Guidi James Calado                      | Ferrari 488 GTE EVO      | 207    |
| 15              | LMGTE Pro | 91  | Porsche GT Team           | Richard Lietz Gianmaria Bruni                           | Porsche 911 RSR          | 207    |
| 16              | LMGTE Pro | 95  | Aston Martin Racing       | Marco Sørensen Nicki Thiim                              | Aston Martin Vantage AMR | 206    |
| 17              | LMGTE Pro | 81  | BMW Team MTEK             | Martin Tomczyk Nicky Catsburg                           | BMW M8 GTE               | 206    |
| 18              | LMGTE Pro | 66  | Ford Chip Ganassi Team UK | Stefan Mücke Olivier Pla                                | Ford GT                  | 206    |
| 19              | LMGTE Pro | 97  | Aston Martin Racing       | Alex Lynn Maxime Martin                                 | Aston Martin Vantage AMR | 206    |
| 20              | LMP2      | 20  | Dragonspeed               | Roberto Gonzalez Pastor Maldonado Anthony Davidson      | Oreca 07                 | 205    |
| 21              | LMP2      | 29  | Racing Team Nederland     | Frits van Eerd Giedo van der Garde Nyck de Vries        | Dallara P217             | 204    |
| 22              | LMGTE Pro | 71  | AF Corse                  | Davide Rigon Sam Bird                                   | Ferrari 488 GTE EVO      | 202    |
| 23              | LMGTE Am  | 56  | Team Project 1            | Jörg Bergmeister Patrick Lindsey Egidio Perfetti        | Porsche 911 RSR          | 201    |
| 24              | LMGTE Am  | 90  | TF Sport                  | Salih Yoluç Euan Hankey Charlie Eastwood                | Aston Martin Vantage     | 201    |
| 25              | LMGTE Am  | 98  | Aston Martin Racing       | Paul Dalla Lana Pedro Lamy Mathias Lauda                | Aston Martin Vantage     | 201    |
| 26              | LMGTE Am  | 86  | Gulf Racing UK            | Mike Wainwright Ben Barker Thomas Preining              | Porsche 911 RSR          | 201    |
| 27              | LMGTE Am  | 54  | Spirit of Race            | Thomas Flohr Francesco Castellacci Giancarlo Fisichella | Ferrari 488 GTE          | 200    |
| 28              | LMGTE Am  | 61  | Clearwater Racing         | Weng Sun Mok Keita Sawa Matt Griffin                    | Ferrari 488 GTE          | 200    |
| 29              | LMGTE Am  | 77  | Dempsey-Proton Racing     | Christian Ried Julien Andlauer Matt Campbell            | Porsche 911 RSR          | 176    |
| Disqualifiziert |           |     |                           |                                                         |                          |        |
| 30              | LMGTE Am  | 88  | Dempsey-Proton Racing     | Satoshi Hoshino Giorgio Roda Matteo Cairoli             | Porsche 911 RSR          | 201    |
| Ausgefallen     |           |     |                           |                                                         |                          |        |
| 31              | LMP1      | 10  | Dragonspeed               | James Allen Ben Hanley                                  | BR Engineering BR1       |        |
| 32              | LMP1      | 17  | SMP Racing                | Stéphane Sarrazin Egor Orudzhev Matewos Issaakjan       | BR Engineering BR1       |        |
| 33              | LMP1      | 3   | Rebellion Racing          | Thomas Laurent Gustavo Menezes Mathias Beche            | Rebellion R13            |        |
| 34              | LMGTE Am  | 70  | MR Racing                 | Motoaki Ishikawa Olivier Beretta Eddie Cheever III      | Ferrari 488 GTE          |        |

### Nur in der Meldeliste
Hier finden sich Teams, Fahrer und Fahrzeuge, die ursprünglich für das Rennen gemeldet waren, aber aus den unterschiedlichsten Gründen daran nicht teilnahmen.
| Pos. | Klasse | Nr. | Team             | Fahrer                                    | Chassis           |
| ---- | ------ | --- | ---------------- | ----------------------------------------- | ----------------- |
| 35   | LMP1   | 6   | CEFC TRSM Racing | Oliver Rowland Alex Brundle Oliver Turvey | Ginetta G60-LT-P1 |

### Klassensieger
| Klasse    | Fahrer              | Fahrer          | Fahrer           | Fahrzeug            | Platzierung im Gesamtklassement |
| --------- | ------------------- | --------------- | ---------------- | ------------------- | ------------------------------- |
| LMP1      | Mike Conway         | Kamui Kobayashi | José María López | Toyota TS050 Hybrid | Gesamtsieg                      |
| LMP2      | Jazeman Jaafar      | Weiron Tan      | Nabil Jeffri     | Oreca 07            | Rang 6                          |
| LMGTE Pro | Michael Christensen | Kévin Estre     |                  | Porsche 911 RSR     | Rang 11                         |
| LMGTE Am  | Jörg Bergmeister    | Patrick Lindsey | Egidio Perfetti  | Porsche 911 RSR     | Rang 23                         |

### Renndaten
- Gemeldet: 35
- Gestartet: 34
- Gewertet: 30
- Rennklassen: 4
- Zuschauer: unbekannt
- Wetter am Renntag: kühl und wechselhaft
- Streckenlänge: 5,891 km
- Fahrzeit des Siegerteams: 6:00:21,800 Stunden
- Gesamtrunden des Siegerteams: 230
- Gesamtdistanz des Siegerteams: 1.354,930 km
- Siegerschnitt: 191,9 km/h
- Pole-Position: Sébastien Buemi & Fernando Alonso – Toyota TS050 Hybrid (#8) – 1:23,648[9]
- Schnellste Rennrunde: Fernando Alonso – Toyota TS050 Hybrid (#8) – 1:23.203[10]
- Rennserie: 4. Lauf zur FIA-Langstrecken-Weltmeisterschaft 2018/19